# Prosper (przedsiębiorstwo)
Prosper SA – polska spółka akcyjna zajmująca się dystrybucją farmaceutyków.
Utworzona została w 1990 r. Od 1999 do 2010 notowana była na Giełdzie Papierów Wartościowych w Warszawie. W 2009 przejęta została przez spółkę Torfarm.